# Epossibergamottina
L'epossibergamottina è una sostanza organica appartenente alla famiglia delle furanocumarine, presente in particolare nella buccia di agrumi quali il pompelmo e l'arancio amaro.